# Icerya pulchra
Icerya pulchra är en insektsart som först beskrevs av Leonardi 1907.  Icerya pulchra ingår i släktet Icerya och familjen pärlsköldlöss. Inga underarter finns listade i Catalogue of Life.